# José Guirado Román
José Guirado Román (f. 1936) fue un político y periodista español.

## Biografía
Durante la Dictadura de Primo de Rivera habría sido alcalde de la localidad de Cuevas del Almanzora. Hombre de posiciones políticas volátiles, con posterioridad se afilió al Partido Republicano Radical —en cuyo organigrama ocuparía una importante posición, como presidente provincial—. En 1934 fue elegido presidente de la comisión gestora de la Diputación provincial de Almería, cargo que ejercería hasta 1936. En 1935 fundó el diario La Voz, del cual también iba a ser propietario y director. La Voz iba a ejercer como órgano provincial del Partido Radical en Almería. Tras el comienzo de la Guerra civil fue detenido y encarcelado, mientras que el diario era clausurado. 
El 14 de agosto de 1936 fue fusilado en la playa de La Garrofa, a la edad de 54 de años.